# Тижука (национальный парк)
Тижука (порт. Parque Nacional da Tijuca) — национальный парк в Бразилии.
6 июля 1961 года территория леса Тижука, гора Корковаду, скала Педра-да-Гавеа были объединены в национальный парк Тижука. На территории парка расположена и знаменитая статуя Христа-Искупителя. В 1991 году парк объявлен биосферным резерватом. Флора и фауна парка Тижука типичны для атлантического леса Бразилии, включая ядовитых змей.
Сегодня территория парка занимает площадь 39,51 км², это самый маленький из национальных парков страны. В год парк посещают около 2 млн. туристов.
Парк классифицирован категорией IUCN II (национальный парк). С 2007 года Тижука находится под управлением института Шику Мендеса.